# Успенка (Октябрський район)
Успе́нка (рос. Успенка) — село у складі Октябрського району Оренбурзької області, Росія.

## Населення
Населення — 307 осіб (2010; 374 у 2002).
Національний склад (станом на 2002 рік):
- росіяни — 49 %
- казахи — 32 %